# Natação artística no Campeonato Mundial de Esportes Aquáticos de 2019
Os eventos da natação artística no Campeonato Mundial de Esportes Aquáticos de 2019 ocorreram entre 12 e 20 de julho de 2019, em Gwangju, Coreia do Sul.

## Calendário
| Julho de 2019     | 12 sex | 13 sáb | 14 dom | 15 seg | 16 ter | 17 qua | 18 qui | 19 sex | 20 sáb | 21 dom | 22 seg | 23 ter | 24 qua | 25 qui | 26 sex | 27 sáb | 28 dom | Final por esportes |
| ----------------- | ------ | ------ | ------ | ------ | ------ | ------ | ------ | ------ | ------ | ------ | ------ | ------ | ------ | ------ | ------ | ------ | ------ | ------------------ |
| Natação artística | ●      | 1      | 1      | 2      | 1      | 1      | 1      | 1      | 2      |        |        |        |        |        |        |        |        | 10                 |

## Eventos
Dez eventos com atribuição de medalhas foram realizados.
Horário local (UTC+9).
| Data        | Hora  | Evento                                     |
| ----------- | ----- | ------------------------------------------ |
| 12 de julho | 11:00 | Rotina técnica solo (eliminatórias)        |
| 12 de julho | 16:00 | Rotina técnica dueto (eliminatórias)       |
| 13 de julho | 11:00 | Rotina técnica dueto misto (eliminatórias) |
| 13 de julho | 19:00 | Rotina técnica solo (final)                |
| 14 de julho | 11:00 | Rotina técnica por equipes (eliminatórias) |
| 14 de julho | 19:00 | Rotina técnica duetos (final)              |
| 15 de julho | 11:00 | Rotina livre solo (eliminatórias)          |
| 15 de julho | 17:00 | Rotina técnica dueto misto (final)         |
| 15 de julho | 19:00 | Rotina de destaque (final)                 |
| 16 de julho | 11:00 | Rotina livre dueto (eliminatórias)         |
| 16 de julho | 19:00 | Rotina técnica por equipes (final)         |
| 17 de julho | 11:00 | Rotina livre por equipes (eliminatórias)   |
| 17 de julho | 19:00 | Rotina livre solo (final)                  |
| 18 de julho | 11:00 | Combinação rotina livre (eliminatórias)    |
| 18 de julho | 19:00 | Rotina livre dueto (final)                 |
| 19 de julho | 11:00 | Rotina livre dueto misto (eliminatórias)   |
| 19 de julho | 19:00 | Rotina livre por equipes (final)           |
| 20 de julho | 17:00 | Rotina livre duetos misto (final)          |
| 20 de julho | 19:00 | Combinação rotina livre (final)            |

## Medalhistas
Feminino
| Evento                         | Ouro | Ouro    | Prata | Prata   | Bronze | Bronze  |
| ------------------------------ | --- | ------- | --- | ------- | --- | ------- |
| Solo Técnica detalhes          | RUS Svetlana Kolesnichenko | 95.0023 | ESP Ona Carbonell | 92.5002 | JPN Yukiko Inui | 92.3084 |
| Solo Livre detalhes            | RUS Svetlana Romashina | 97.1333 | ESP Ona Carbonell | 94.5667 | JPN Yukiko Inui | 93.2000 |
| Dueto Técnico detalhes         | RUS Svetlana Kolesnichenko Svetlana Romashina | 95.9010 | CHN Huang Xuechen Sun Wenyan | 94.0072 | UKR Marta Fiedina Anastasiya Savchuk | 92.5847 |
| Dueto Livre detalhes           | RUS Svetlana Kolesnichenko Svetlana Romashina | 97.5000 | CHN Huang Xuechen Sun Wenyan | 95.7667 | UKR Marta Fiedina Anastasiya Savchuk | 94.1000 |
| Equipe Técnica detalhes        | RUS Vlada Chigireva Mayya Doroshko Marina Goliadkina Veronika Kalinina Polina Komar Alla Shishkina Maria Shurochkina                                                                      | 96.9426 | CHN Feng Yu Guo Li Huang Xuechen Liang Xinping Sun Wenyan Wang Qianyi Xiao Yanning Yin Chengxin                                                                    | 95.1543 | UKR Maryna Aleksiiva Vladyslava Aleksiiva Marta Fiedina Yana Nariezhna Kateryna Reznik Anastasiya Savchuk Alina Shynkarenko Yelyzaveta Yakhno                                             | 93.4514 |
| Equipe Livre detalhes          | RUS Anastasia Arkhipovskaya Vlada Chigireva Marina Goliadkina Veronika Kalinina Polina Komar Alla Shishkina Maria Shurochkina Varvara Subbotina                                           | 98.0000 | CHN Chang Hao Feng Yu Guo Li Huang Xuechen Liang Xinping Sun Wenyan Xiao Yanning Yin Chengxin                                                                      | 96.0333 | UKR Maryna Aleksiiva Vladyslava Aleksiiva Marta Fiedina Yana Nariezhna Kateryna Reznik Anastasiya Savchuk Alina Shynkarenko Yelyzaveta Yakhno                                             | 94.3667 |
| Rotina de destaque detalhes    | UKR Maryna Aleksiiva Vladyslava Aleksiiva Valeriia Aprielieva Veronika Hryshko Oleksandra Kovalenko Yana Nariezhna Kateryna Reznik Anastasiya Savchuk Alina Shynkarenko Yelyzaveta Yakhno | 94.5000 | ITA Beatrice Callegari Domiziana Cavanna Linda Cerruti Francesca Deidda Costanza Di Camillo Costanza Ferro Gemma Galli Alessia Pezone Enrica Piccoli Federica Sala | 91.7333 | ESP Leyre Abadía Ona Carbonell Abril Conesa Berta Ferreras Cecilia Jiménez María Juárez Meritxell Mas Elena Melián Paula Ramírez Blanca Toledano                                          | 91.1333 |
| Combinação de Rotinas detalhes | RUS Anastasia Arkhipovskaya Vlada Chigireva Mayya Doroshko Marina Goliadkina Mikhaela Kalancha Veronika Kalinina Polina Komar Alla Shishkina Maria Shurochkina Varvara Subbotina          | 98.0000 | CHN Chang Hao Cheng Wentao Feng Yu Guo Li Liang Xinping Sun Wenyan Tang Mengni Wang Qianyi Xiao Yanning Yin Chengxin                                               | 96.5667 | UKR Maryna Aleksiiva Vladyslava Aleksiiva Valeriia Aprielieva Veronika Hryshko Oleksandra Kovalenko Yana Nariezhna Kateryna Reznik Anastasiya Savchuk Alina Shynkarenko Yelyzaveta Yakhno | 94.5333 |

Misto (Masculino e Feminino)
| Evento                 | Ouro                                       | Ouro    | Prata                               | Prata   | Bronze                      | Bronze  |
| ---------------------- | ------------------------------------------ | ------- | ----------------------------------- | ------- | --------------------------- | ------- |
| Dueto Técnico detalhes | RUS Mayya Gurbanberdieva Aleksandr Maltsev | 92.0749 | ITA Manila Flamini Giorgio Minisini | 90.8511 | JPN Atsushi Abe Yumi Adachi | 88.5113 |
| Dueto Livre detalhes   | RUS Mayya Gurbanberdieva Aleksandr Maltsev | 92.9667 | ITA Manila Flamini Giorgio Minisini | 91.8333 | JPN Atsushi Abe Yumi Adachi | 90.4000 |

## Quadro de medalhas
| Ordem | País    | Medalha de ouro | Medalha de prata | Medalha de bronze | Total |
| ----- | ------- | --------------- | ---------------- | ----------------- | ----- |
| 1     | Rússia  | 9               | 0                | 0                 | 9     |
| 2     | Ucrânia | 1               | 0                | 5                 | 6     |
| 3     | China   | 0               | 5                | 0                 | 5     |
| 4     | Itália  | 0               | 3                | 0                 | 3     |
| 5     | Espanha | 0               | 2                | 1                 | 3     |
| 6     | Japão   | 0               | 0                | 4                 | 4     |
| Total | Total   | 10              | 10               | 10                | 30    |